# ماريا يوجينيا سواريز
ماريا يوجينيا سواريز (بالإسبانية: China palta)‏ هي عارضة ومغنية وممثلة أرجنتينية، ولدت في 9 مارس 1992 ببوينس آيرس في الأرجنتين.

## وصلات خارجية
- ماريا يوجينيا سواريز على موقع IMDb (الإنجليزية)
- ماريا يوجينيا سواريز على موقع قاعدة بيانات الفيلم (الإنجليزية)